# Bridport
Bridport è un paese di 12 977 abitanti della contea del Dorset, in Inghilterra.
Bridport è conosciuta internazionalmente per la manifattura di cordame, attività che data dall'epoca romana. Per il resto, nella cittadina sono presenti una fabbrica di birra e una chiesa medievale.